# Kurhaus
Ein Kurhaus, auch Kursaal genannt, ist ein Bautyp der Kurarchitektur des 19. Jahrhunderts. Nach seiner Funktion ist es ein Mehrzweckgebäude. Es enthält in der Regel eine repräsentative Eingangshalle, dazu Ballsaal, Theater- und Konzertsaal, Spielsaal und Gastronomie. In den Badestädten ist es häufig das am meisten auffallende und repräsentative Gebäude, mit dem das städtebauliche und gesellschaftliche Zentrum des Kurortes markiert wird.

## Bekannte Kurhäuser und Kursäle

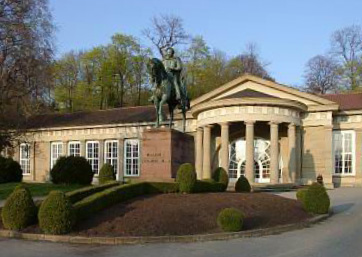
Kursaal Bad Cannstatt

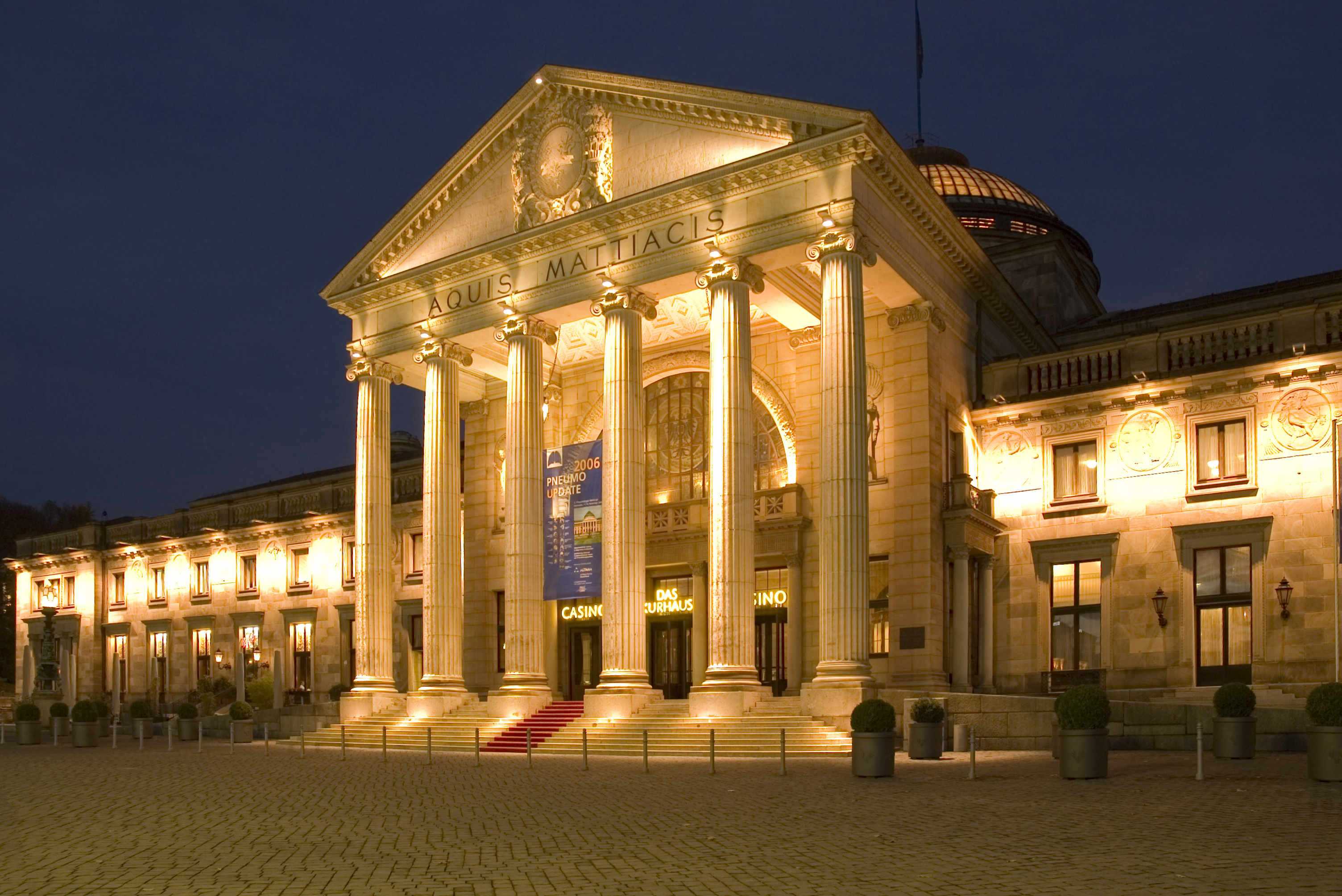
Kurhaus Wiesbaden

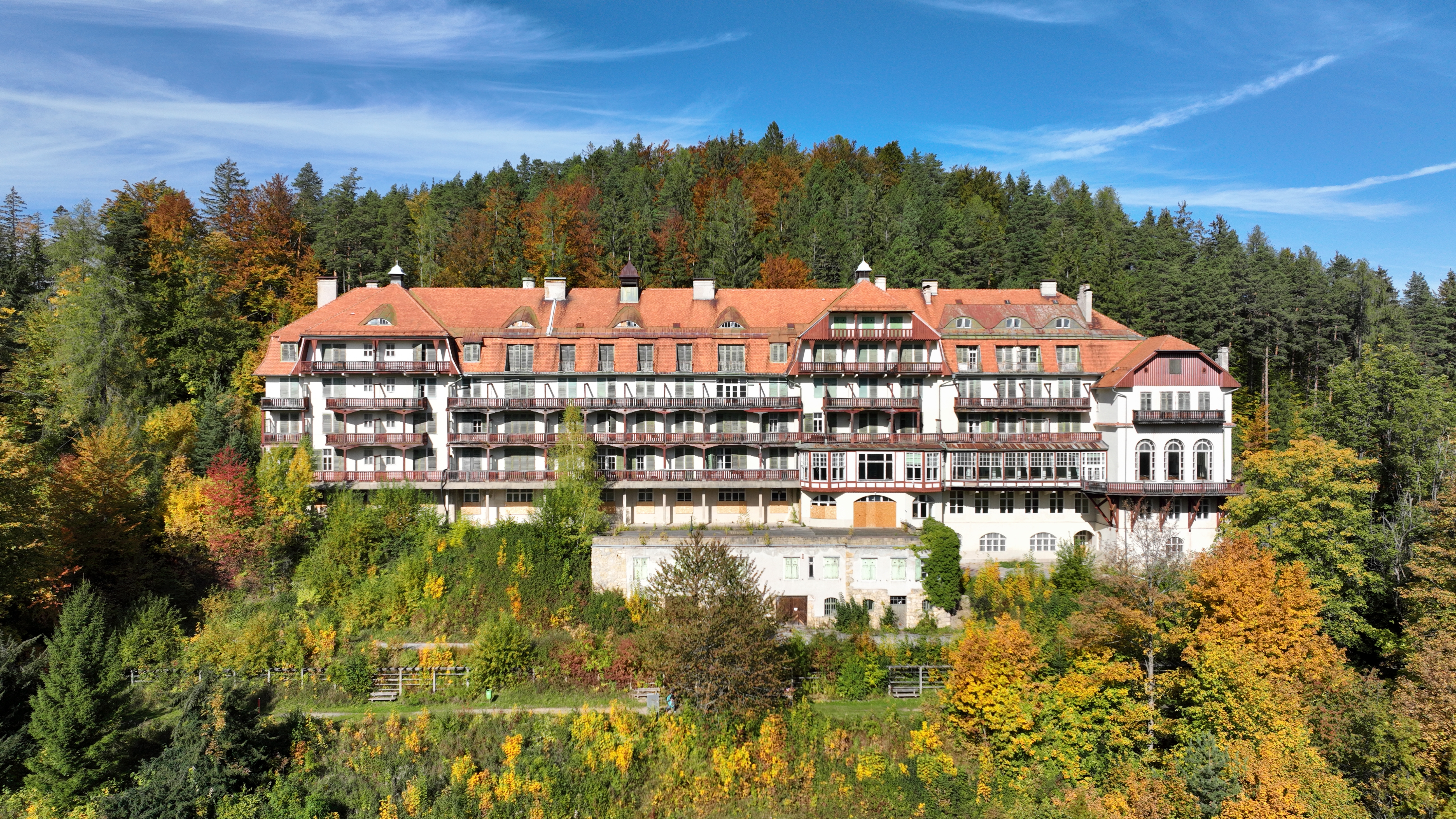
Kurhaus Semmering, Österreich

### Deutschland
- Altes Kurhaus Aachen, 1782–1786 von Jakob Couven
- Kurhaus Aachen (Burtscheid), 1887–1889 von Eduard Linse
- Neues Kurhaus Aachen, 1914–1916 von Theodor Fischer
- Kurhaus Baden-Baden
- Kursaal in Bad Brückenau, erbaut 1827, Architekt Johann Gottfried Gutensohn
- Kursaal Bad Cannstatt, Großer Kursaal 1825–1841 erbaut von Nikolaus Friedrich von Thouret, Kleiner Kursaal 1907–1909 von Albert Eitel
- Kurhaus Bad Dürkheim
- Kursaal Bad Ems, umgebaut 1835–1839, Architekt Johann Gottfried Gutensohn.
- Kurhaus Bad Homburg
- Kurhaus Bad Honnef
- Regentenbau, Arkadenbau und Wandelhalle Bad Kissingen, zusammenhängende Anlage, erbaut 1834–1913, Architekten Friedrich von Gärtner und Max Littmann, größte Kurbauten Europas
- Kursaal Bad Lauchstädt, 1776–1780 von Johann Wilhelm Chryselius im Auftrag des Kurfürsten Friedrich August III. von Sachsen
- Kurhaus Bad Liebenzell
- Kurhaus Bad Oeynhausen
- Königliches Kurhaus Bad Reichenhall, erbaut 1900, Architekt Max Littmann
- Kurhaus Bad Sachsa, erbaut 1962–1963, Architekt Hans Jaeckel
- Kurhaus Bad Wildungen
- Kurhaus Bernburg, 1902
- Kurhaus Binz
- Kurhaus Freudenstadt, Wiederaufbau 1948 von Stadtbaumeister Ludwig Schweizer
- Kurhaus Göggingen in Augsburg-Göggingen, erbaut 1886 von Jean Keller
- Kursaal und Hotel in Helgoland, 1959, Architekten Friedrich Spengelin und Ingeborg Spengelin
- Kurhaus Schömberg
- Kurhaus Warnemünde in Rostock-Warnemünde, 1914–1925 erbaut nach dem Entwurf von Gustav Wilhelm Berringer und Walter Butzek
- Kurhaus Westerland
- Kurhaus Wiesbaden
- Kurhaus Woltersdorfer Schleuse, 1896

### Österreich
- Kurhaus Semmering

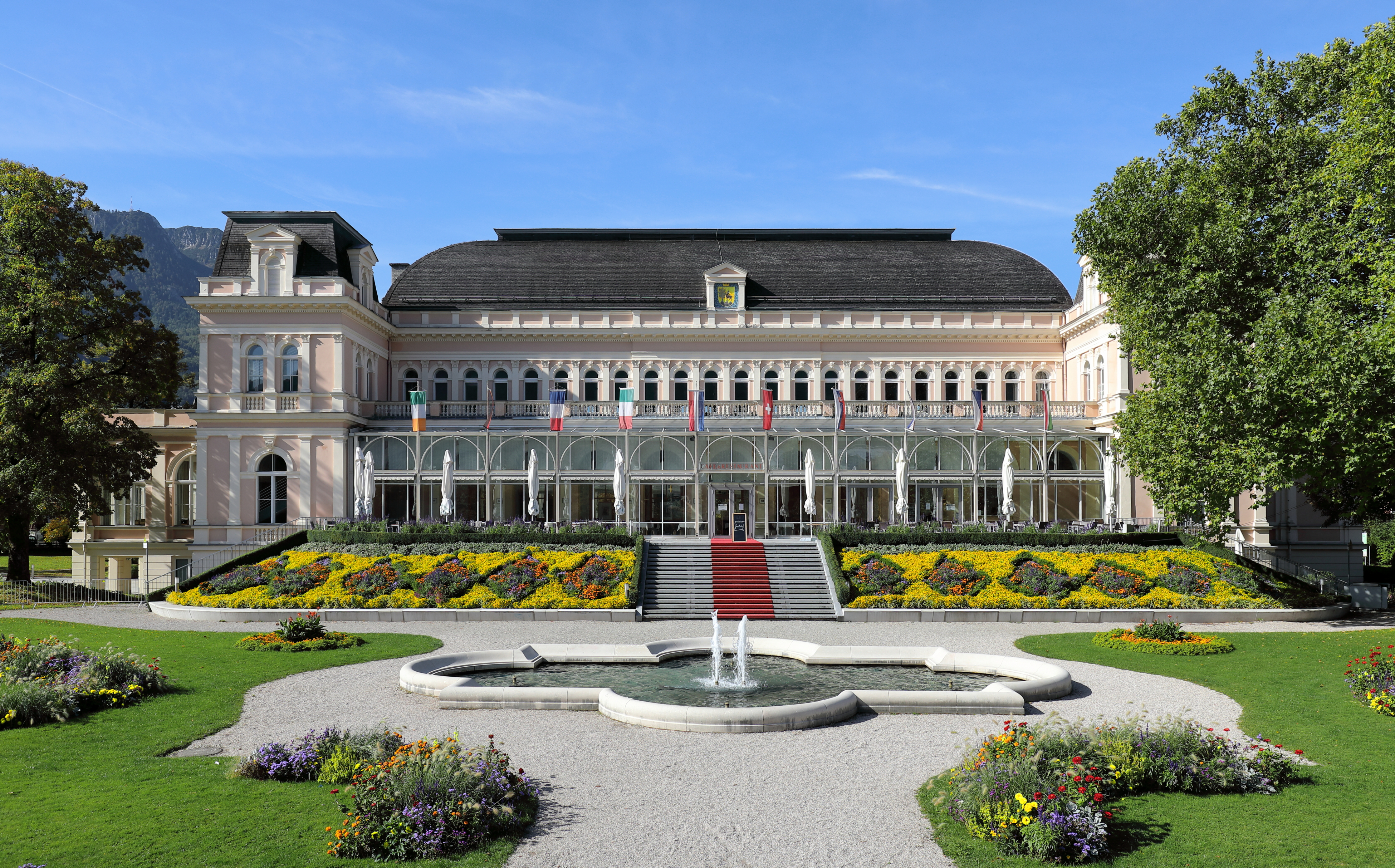
Das ehemalige Kurhaus von Bad Ischl; eröffnet am 30. Mai 1875

- Kursaal Baden bei Wien, heute Casino Baden
- Kurhaus Bad Ischl
- Kurhaus Bad Aussee

### Schweiz
- Kurhaus in Ascona
- Kurhaus Bergün, erbaut 1906
- Kurhaus Cademario
- Kurhaus im Val Sinestra

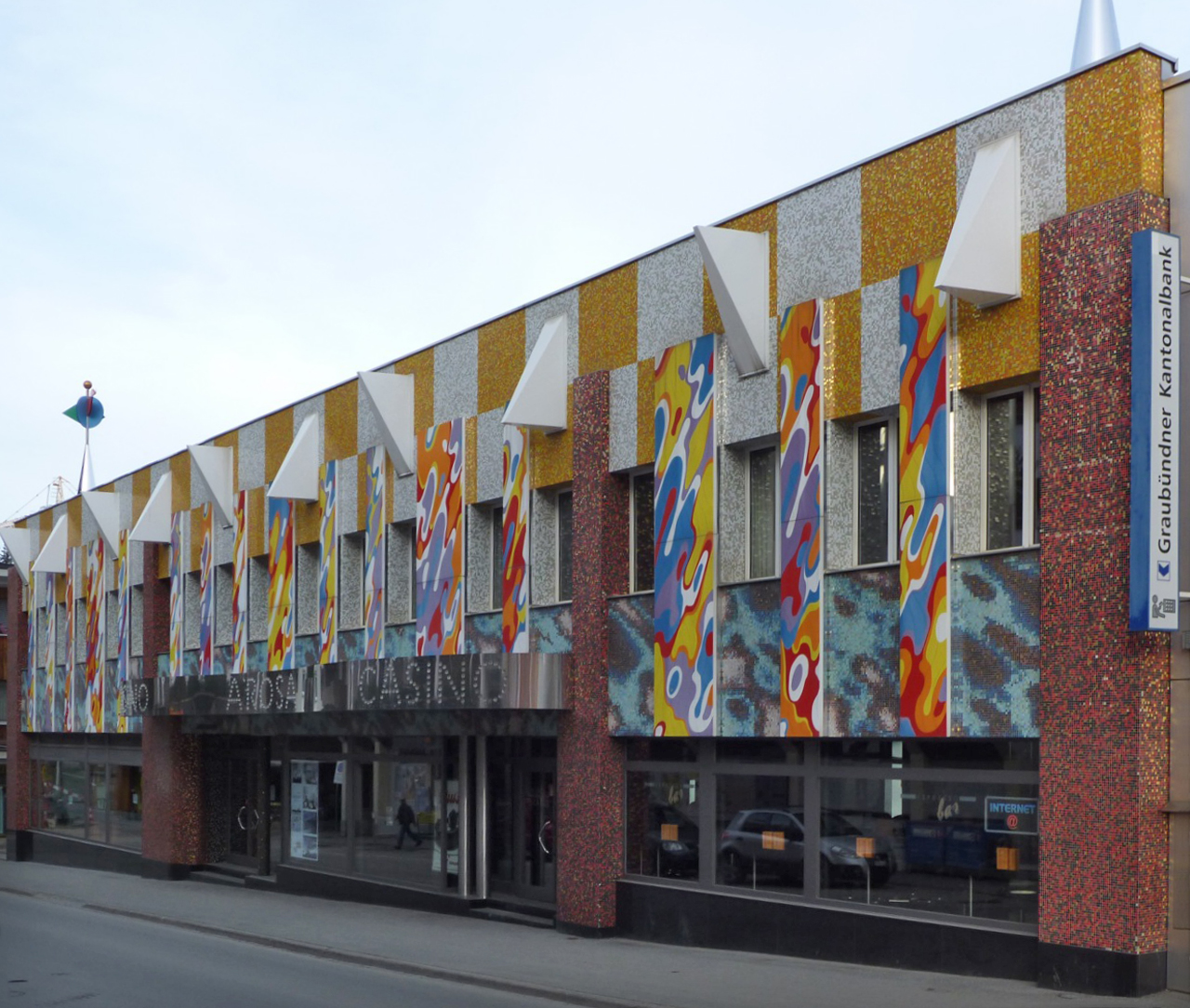
Casino-Kursaal Arosa

- Casino-Kursaal in Arosa, Schweiz, 1962 erbaut nach dem Entwurf von Otto Glaus, später Erneuerung der Fassade durch Alessandro Mendini
- Kursaal in Baden
- Kursaal in Bad Ragaz
- Kursaal Bern von 1903; heute Hotel, Kongresszentrum und Casino
- Kursaal in Engelberg, erbaut 1902
- Kursaal in Heiden, erbaut 1957 nach dem Entwurf von Otto Glaus. Das Projekt des Kursaals Heiden ging aus dem Gewinn des 1955 vom Kurverein Heiden veranstalteten Architekturwettbewerbs hervor. Die Bauaufgabe sah eine moderne Auslegung der international renommierten Kursaaltypologie vor, wonach den Gästen Unterhaltung und Erholung an zentralem Ort angeboten wird. Das moderne Gebäude ersetzte den inzwischen baufälligen Vorgängerbau von 1874. Nach einem Umbau in den Achtzigerjahren wurde der Kursaal 2009 weitgehend in den ursprünglichen Zustand zurückgebaut und wird heute als Seminar- und Kongresszentrum genutzt.
- Kursaal in Interlaken, heute Casino Interlaken
- Kursaal-Casino in Luzern

### Belgien
- Kursaal in Ostende in Belgien. Architekt des ersten 1852 aus Holz konstruierten Kursaalgebäudes war Hendrik Bevaert. 1875 wurde der Bau abgerissen und durch Alban Chambon vollkommen neu gebaut. Chambon gab dem Kursaal das Aussehen eines orientalischen Märchenpalastes. In den beiden Weltkriegen wurde das Gebäude wegen militärischer Nutzung stark beschädigt. Er sollte schließlich abgerissen werden zu Gunsten eines Neubaus von Norman Foster, was in der Bevölkerung jedoch weitgehend auf Ablehnung stieß. 1998 wurde das Gebäude unter Denkmalschutz gestellt und unter Patrick Verhamme restauriert.

### Estland

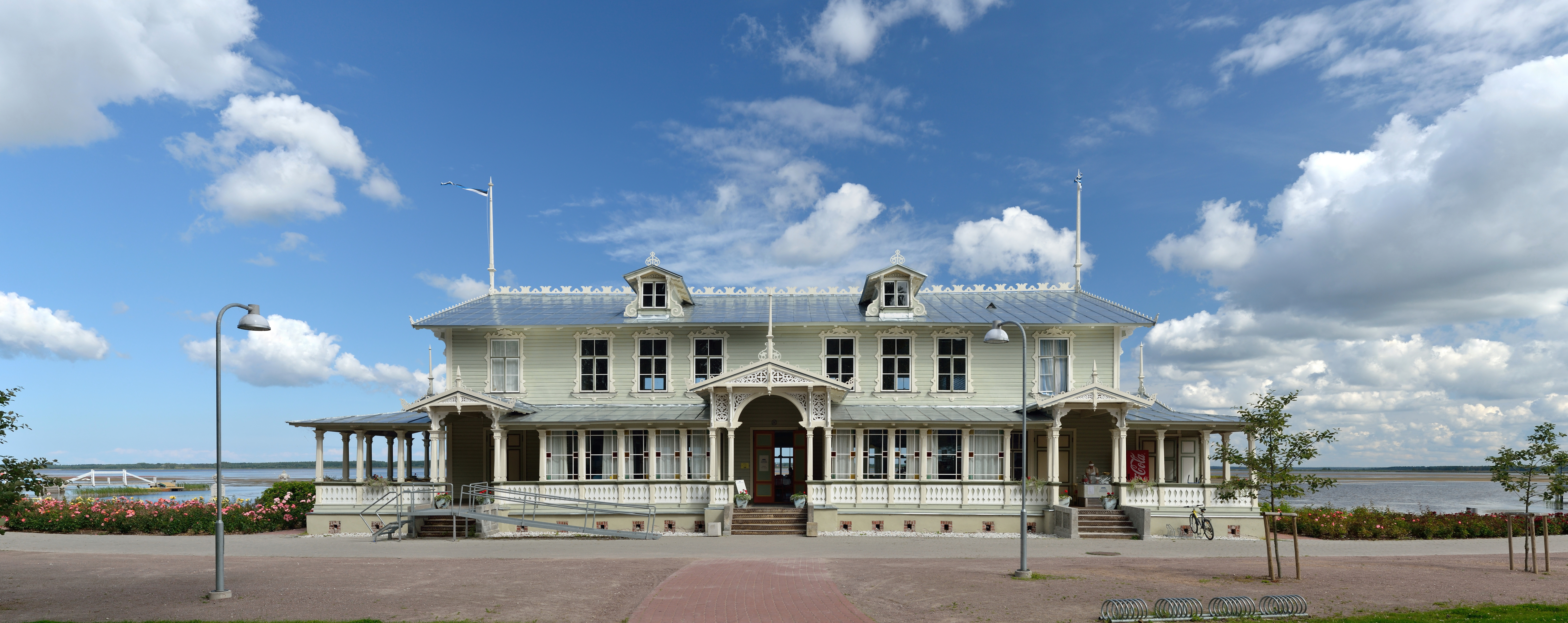
Kursaal in Haapsalu

- Kursaal in Haapsalu, erbaut in den letzten Jahren des 19. Jahrhunderts.
- Kursaal in Narva-Jõesuu, erbaut 1911–1912.
- Kursaal in Pärnu, erbaut 1893.

### Italien
- Kursaal in Rimini, 1843
- Kurhaus Meran, erbaut 1873, erweitert 1912–1914 nach Plänen von Friedrich Ohmann
- Das Casinò Municipale, ehemals Kursaal, in Sanremo ist ein Jugendstilgebäude von 1905 nach dem Entwurf des Architekten Eugène Ferret. Der als Theater konzipierte Bau wurde zunächst für Feste, Empfänge und Konzerte genutzt. Der Festsaal des Theaters war von 1951 bis 1976 der Veranstaltungsort des Sanremo-Festivals.
- Kursaal in Arta Terme, erbaut 1975 nach dem Entwurf von Gino Valle
- Kursaal in Lignano, Friaul
- Kursaal in Loano, Ligurien

### Niederlande
- Kurhaus Scheveningen am Strand von Scheveningen, einem Ortsteil von Den Haag

### Polen
- Kurhaus in Szczawnica, erbaut 1863
- Kurhaus in Krynica-Zdrój, erbaut 1880–1889
- Kurhaus in Danzig-Brzeźno, erbaut 1893
- Kurhaus in Polanica-Zdrój, erbaut 1904 von Andreas Ernst
- Kurhaus in Zoppot, erbaut 2009

### Spanien

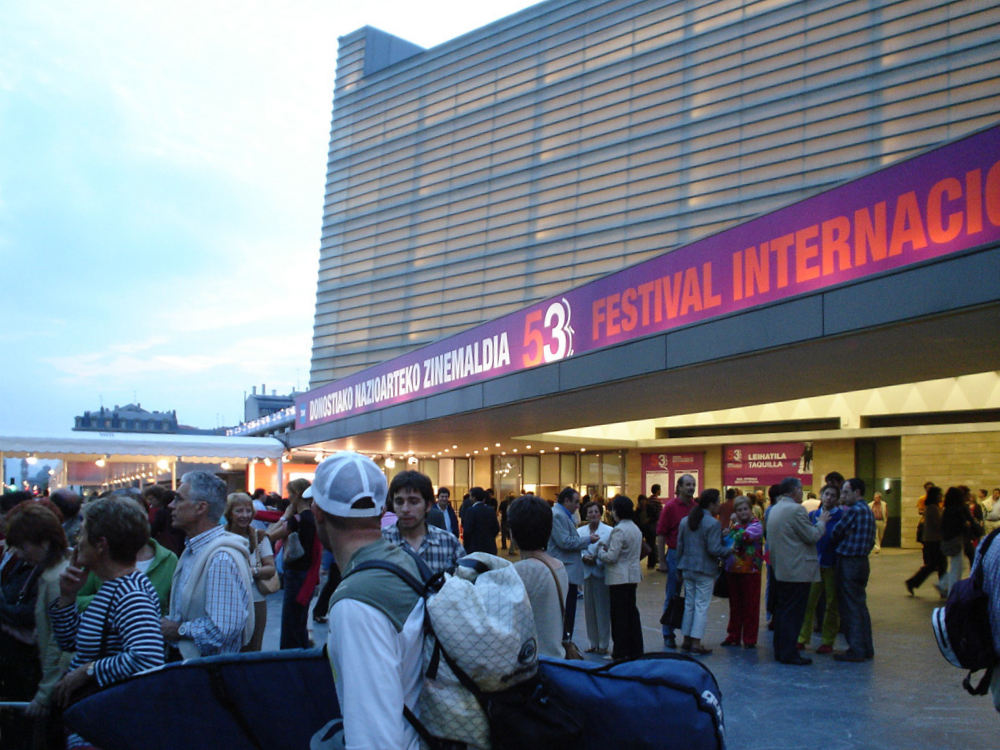
Kursaal Palace in San Sebastián

- Kursaal Auditorium, Kongress- und Musikzentrum im baskischen San Sebastián (Donostia). Der Glaspalast wurde 1989–1999 nach dem Entwurf von Rafael Moneo gebaut und 2001 mit dem Mies van der Rohe Award for European Architecture ausgezeichnet. Im Kursaal findet jedes Jahr ein spanisches Filmfestival statt, das Festival Internacional de Cine de Donostia-San Sebastián.

### Tschechien
- Kurhaus I – Kaiserbad in Karlsbad, erbaut 1895

### Vereinigtes Königreich

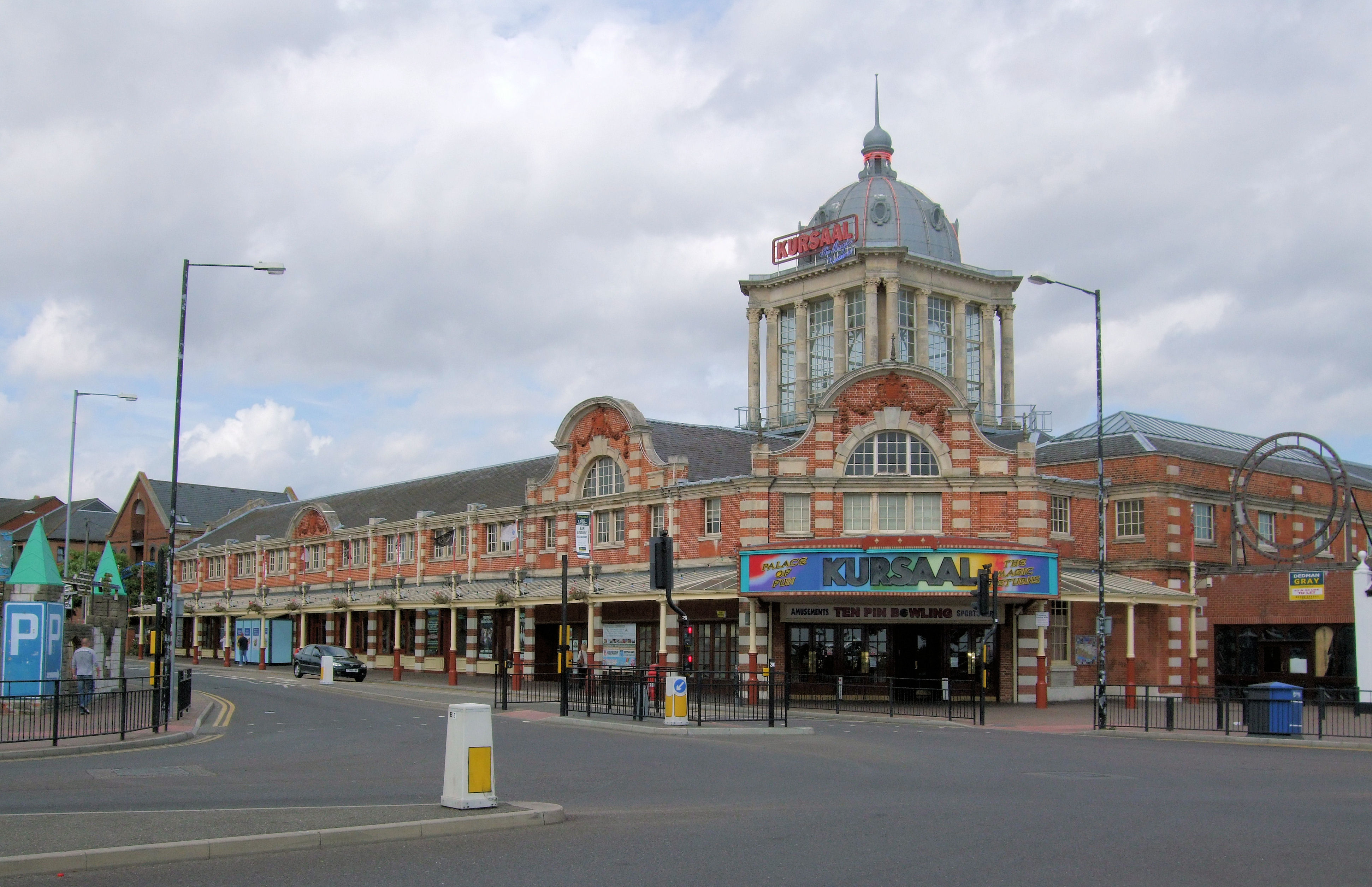
Kursaal in Southend-on-Sea, England

- Kursaal in Southend-on-Sea, England. Das seit 1901 Kursaal genannte Gelände war der erste Themenpark Großbritanniens. In den 1970er Jahren wurde der Park geschlossen und das weitläufige Gelände als Baugebiet genutzt. Erhalten blieb das repräsentative Eingangsgebäude, das 1998 wiedereröffnet und bis 2020 als Spielkasino und Bowlingbahn genutzt wurde. Es trägt noch heute den Namen Kursaal.